# Denise Saint-Pé
Pour les articles homonymes, voir Saint-Pé.
Denise Saint-Pé, née le 5 janvier 1951 à Abitain (Pyrénées-Atlantiques), est une femme politique française. Elle est conseillère régionale de Nouvelle-Aquitaine depuis 2016 et sénatrice des Pyrénées-Atlantiques depuis le 1er octobre 2017.

## Biographie

### Carrière politique
Maire d'Abitain de 1983 à 2001, elle est élue en 1994 et réélue en 2001 et 2008, pour le canton de Sauveterre-de-Béarn, au conseil départemental des Pyrénées-Atlantiques, dont elle prend la vice-présidence, et conseillère régionale d'Aquitaine de 2004 à 2015.
Elle est présidente du syndicat d'énergie des Pyrénées-Atlantiques (SDEPA) de 1995 à 2017,.
Elle est élue au conseil régional de Nouvelle-Aquitaine le 13 décembre 2015. Elle siège au sein de la commission dédiée à la transition énergétique et écologique.
Le 24 septembre 2017, elle est élue sénatrice des Pyrénées-Atlantiques et entre en fonction le 1er octobre suivant. Elle est membre du groupe de l'Union centriste et siège à la commission des affaires économiques.

## Distinctions
Elle est nommée chevalier de la Légion d’honneur en 2015. Elle est également chevalier de l'ordre national du Mérite, et titulaire des Palmes académiques.